# Melica penicillaris
Melica penicillaris là một loài thực vật có hoa trong họ Hòa thảo. Loài này được Boiss. & Bal. mô tả khoa học đầu tiên năm 1859.